# Список актёров озвучивания мультсериала «Симпсоны»
«Симпсоны» — американский мультсериал, транслирующийся с 1989 года по настоящее время (сентябрь 2024). Его главных героев озвучивают шесть актёров, остальных — многочисленные постоянные актёры и приглашённые «звёзды». Многие актёры озвучивают нескольких (и даже несколько десятков и сотен) персонажей.
В титрах всегда указываются только имена актёров, но не персонажи, которых они озвучивают, единственное исключение — эпизод Old Money (1991).
Ниже перечислены актёры и их роли в этом мультсериале по состоянию на конец 35-го сезона (19 мая 2024 года).

## Об основном составе
Дэн Кастелланета и Джулия Кавнер были приглашены на роли Гомера и Мардж Симпсон, соответственно, так как они в то время работали основными актёрами в юмористическом телешоу «Шоу Трейси Ульман», в котором появились короткометражные мультфильмы о семье Симпсонов. Актриса Нэнси Картрайт изначально прослушивалась на роль Лизы Симпсон, но в итоге стала озвучивать мужского персонажа — Барта Симпсона. Хэнк Азариа был причислен к «основному состав», начиная со 2-го сезона (1990—1991), причём в 2001 году создатель «Симпсонов» Мэтт Грейнинг заметил, что он «всё ещё считает Азариа новичком».
До 1998 года актёрам основного состава платили по 30 000 долларов за эпизод, но после они коллективно потребовали от Fox увеличения зарплаты. Поначалу студия пригрозила уволить актёров и заменить их новыми, и даже началась работа по подбору новых голосов, но в итоге Fox пошла на уступки, и с 1998 по 2004 год эти шестеро актёров получали по 125 000 долларов за эпизод. В 2004 году основной состав устроил забастовку (которая длилась месяц), требуя увеличения жалованья до 360 000 долларов за эпизод; и в период с 2004 по 2008 года им платили по 250—360 тысяч долларов за эпизод. В 2008 году едва не сорвался старт 20-го сезона, так как эти шестеро актёров потребовали «значительного увеличения жалованья до суммы, близкой к 500 тысяч долларов за эпизод». Спор был улажен, с тех пор они стали получать по 400 тысяч долларов.
В 2011 году Fox заявила, что из-за финансовых трудностей мультсериал может быть закрыт и поэтому призвала главных актёров «Симпсонов» согласиться на снижение своего жалованья на 45 %. В итоге эти шестеро актёров согласились на снижение в 30 %, и стали получать чуть более 300 тысяч долларов за эпизод. Уменьшение жалования коснулось не только главных актёров, но и всех остальных, а также всех членов съёмочной группы.
Каждый из указанных ниже актёров основного состава получил хотя бы одну премию «Эмми» в категории «Лучшее озвучивание» за работу в проекте. Дэн Кастелланета и Хэнк Азариа имеют по четыре этих премии, остальные — по одной.

## Постоянные актёры

### Основной состав
Все эти актёры основного состава озвучивают персонажей «Симпсонов» с 1989 года по настоящее время.
| Актёр / актриса  | Персонажи | Кол-во эпизодов (из 767) |
| ---------------- | --- | ------------------------ |
| Дэн Кастелланета | Гомер Симпсон, Абрахам Симпсон, Садовник Вилли, раввин Хайман Крастовски, Мэр Куимби, Щекотка, Клоун Красти, Маленький Помощник Санты, Кодос, Барни Гамбл — плюс около 1400 второстепенных персонажей                                              | 767                      |
| Джулия Кавнер    | Мардж Симпсон, Сельма и Пэтти Бувье — плюс более 30 второстепенных персонажей | 766                      |
| Нэнси Картрайт   | Барт Симпсон, Мэгги Симпсон, Нельсон Манц, Ральф Виггам — плюс около 300 второстепенных персонажей | 766                      |
| Ярдли Смит       | Лиза Симпсон, Мэгги Симпсон — плюс более 70 второстепенных персонажей | 764                      |
| Хэнк Азариа      | Мо Сизлак, Продавец комиксов, Клэнси Виггам, Апу Нахасапимапетилон, Профессор Фринк, Даффмен — плюс более 1500 второстепенных персонажей | 756                      |
| Гарри Ширер      | Чарльз Монтгомери Бёрнс, Вэйлон Смитерс, Ричард Никсон, Рональд Рейган, Джордж Буш, Кент Брокман, Том Брокау, Нед Фландерс, Преподобный Тимоти Лавджой, Царапка, Сеймур Скиннер, Джулиус Хибберт, Кэнг — плюс около 1200 второстепенных персонажей | 766                      |

### Прочие постоянные актёры
| Актёр / актриса       | Персонаж(и)                                                | Кол-во эпизодов (из 767) | Годы озвучивания, комментарии |
| --------------------- | ---------------------------------------------------------- | ------------------------ | ----------------------------- |
| Тресс Макнилл         | около 1200 второстепенных персонажей                       | 639                      | 1990 — н. в.                  |
| Дженни Йокобори       | около 10 второстепенных персонажей                         | 11                       | 2021 — н. в.                  |
| Мэгги Розуэлл         | Мона Симпсон — плюс около 200 второстепенных персонажей    | 280                      | 1990 — н. в.                  |
| Алекс Десерт          | более 10 второстепенных персонажей                         | 52                       | 2020 — н. в.                  |
| Крис Эджерли          | более 250 второстепенных персонажей                        | 292                      | 2011 — н. в.                  |
| Кевин Майкл Ричардсон | Джулиус Хибберт — плюс около 140 второстепенных персонажей | 119                      | 2009 — н. в.                  |
| Грей Делайл           | около 25 второстепенных персонажей                         | 41                       | 2019 — н. в.                  |
| Донн Льюис            | около 25 второстепенных персонажей                         | 24                       | 2017 — н. в.                  |
| Кимберли Брукс        | около 10 второстепенных персонажей                         | 11                       | 2021 — н. в.                  |

### Бывшие постоянные актёры
В дополнение к вышеприведённому списку, следующие актёры и актрисы ранее регулярно озвучивали персонажей «Симпсонов»:
| Актёр / актриса      | Персонажи                                                                        | Кол-во эпизодов (из 775) | Годы озвучивания, комментарии                                                                          |
| -------------------- | -------------------------------------------------------------------------------- | ------------------------ | --- |
| Памела Хейден        | Милхаус Ван Хутен, Мона Симпсон — плюс около 450 второстепенных персонажей       | 695                      | 1989—2025. Завершила карьеру актрисы озвучивания.                                                      |
| Расси Тейлор         | около 50                                                                         | 193                      | 1990—2019. Тейлор умерла в июле 2019 года.                                                             |
| Карл Видерготт       | около 150                                                                        | 253                      | 1998—2010. В 2010 году 41-летний актёр без объяснения причин полностью отказался от актёрской карьеры. |
| Марсия Митцмэн Гавен | 6 персонажей                                                                     | 11                       | 1999—2002                                                                                              |
| Дорис Грау           | 9 персонажей                                                                     | 22                       | 1991—1997. Грау умерла в декабре 1995 года.                                                            |
| Джо Энн Харрис       | около 20                                                                         | 11                       | 1989—1992                                                                                              |
| Марсия Уоллес        | Эдна Крабаппл и 5 других второстепенных персонажей                               | 172                      | 1990—2014. Уоллес умерла в октябре 2013 года.                                                          |
| Фил Хартман          | более 30, в т. ч. Билл Клинтон                                                   | 52                       | 1991—1998. Хартман был застрелен собственной женой в мае 1998 года.                                    |
| Кристофер Коллинз    | мистер Бёрнс • ведущий телепрограммы «Самый вооружённый и опасный город Америки» | 4                        | 1989—1990                                                                                              |

## Приглашённые «звёзды»
Почти в каждом эпизоде мультсериала присутствует «разовый» персонаж (на одну серию), которого озвучивает специально для этого приглашённая «звезда». Иногда одна знаменитость озвучивает двух и более персонажей: например, в эпизоде To Surveil with Love Эдди Иззард озвучила сразу трёх персонажей, в том числе Елизавету II и Карла III. Из примечательных случаев можно отметить следующих актёров:
| Актёр / актриса | Персонаж(и)                                                                    | Кол-во эпизодов (из 767) | Годы озвучивания, комментарии                                                                 |
| --------------- | ------------------------------------------------------------------------------ | ------------------------ | --------------------------------------------------------------------------------------------- |
| Джон Ловитц     | около 20                                                                       | 20                       | 1991—2020                                                                                     |
| Фрэнк Уэлкер    | около 30, почти всегда — разнообразные животные                                | 20                       | 1991—2014                                                                                     |
| Келси Грэммер   | Сайдшоу Боб                                                                    | 23                       | 1990 — н. в.                                                                                  |
| Альберт Брукс   | 7 персонажей                                                                   | 9                        | 1990—2023                                                                                     |
| Джеки Мейсон    | раввин Хайман Крастовски                                                       | 12                       | 1991—2022. За эту роль получил премию «Эмми» в категории «Лучшее озвучивание».                |
| Джо Мантенья    | Жирный Тони                                                                    | 43                       | 1991 — н. в.                                                                                  |
| Эрик Лопес      | 3 персонажа                                                                    | 6                        | 2020—2022                                                                                     |
| Морис Ламарш    | Cap'n Crunch, Тукан Сэм, Орсон Уэллс — плюс около 35 второстепенных персонажей | 29                       | 1995—2023                                                                                     |
| Джейн Качмарек  | судья Констанс Харм                                                            | 9                        | 2001—2022                                                                                     |
| Гленн Клоуз     | Мона Симпсон                                                                   | 11                       | 1995—2021                                                                                     |
| Джен Хукс       | Манджула Нахасапимапетилон                                                     | 6                        | 1997—2002                                                                                     |
| Стивен Хокинг   | в роли самого себя                                                             | 4                        | 1999—2010. Из приглашённых «звёзд» мультсериала Хокинг чаще всех появился в роли самого себя. |